# 车库浩室
车库浩室（英語：Garage house，最初称为“garage”）当地乐坛术语包括纽约浩室（New York house）和新泽西之声，是一种与芝加哥浩室音乐同时发展起来的舞曲风格。该音乐类型在20世纪80年代的美国和20世纪90年代的英国流行，并在那里发展成为英国车库音乐和速度车库音乐。

## 特点
与其他形式的浩室音乐相比，车库音乐包含更多受福音音乐影响的钢琴即兴重复乐段和女声演唱。与芝加哥浩室音乐相比，它拥有更具灵魂的节奏布鲁斯风格。